# Louis Léouzon-Leduc
Louis Antoine Léouzon-Leduc, född 1815, död 1889, var en fransk författare.
Léouzon-Leduc, som gjorde flera resor i Skandinavien och Ryssland, författade flera arbeten om dessa länder, bland annat La Finlande (2 band, 1845), innehållande en prosaöversättning av Kalevala. Han försökte även göra svensk litteratur känd i Frankrike, bland annat med ett arbete om Esaias Tegnér (1850), huvudsakligen innehållande prosaparafraser av Tegnérs större dikter.